# 白莲镇 (浠水县)
白莲镇，是中华人民共和国湖北省黄冈市浠水县下辖的一个乡镇级行政单位。

## 行政区划
白莲镇下辖以下地区：
白莲社区、元通庵村、铁山村、长湖村、大水桥村、苏家铺村、独山墩村、连二塘村、樟树村、葫芦石村、燕子岩村、大岭沟村、长岭岗村和斗方山村。